# Буйюрди
Буйюрди е заповед препоръка в Османската империя, давана от пашата на всяка област до всички държавни служители, които са му подчинени. Тя трябва да се подновява при влизане във всяка област.